# Tullia d'Aragona
Tullia d'Aragona (Roma, 1510 circa – Roma, 1556) è stata una poetessa e letterata italiana.

## Biografia
Figlia della cortigiana ferrarese Giulia Campana (diceva di essere figlia del cardinale Luigi d'Aragona, nipote del re Alfonso II di Napoli), trascorse la sua prima giovinezza tra Firenze e Siena, ricevendo un'educazione raffinata e colta. In seguito la madre, intuendone le qualità artistico-letterarie, la riportò a Roma. Visse anche, e per un lungo periodo, a Ferrara (probabilmente intorno al 1537). 
La sua casa era frequentata da letterati, intellettuali e personaggi in vista della società dell'epoca tra cui Giulio Camillo Delminio, Francesco Maria Molza, il cardinale Ippolito de' Medici, Filippo Strozzi, Benedetto Varchi (che fu suo amico e maestro di scrittura) e Girolamo Muzio, che scrisse numerosi componimenti poetici a lei dedicati. 
Nel 1543 sposò a Siena Silvestro Guicciardi.
Verso il 1545 Tullia si recò a Firenze. A Cosimo I de' Medici, Duca di Firenze, dedicò la sua opera più famosa, il Dialogo della infinità d'amore  (1547); opera che risentiva dell'influenza delle dottrine che Leone Ebreo aveva esposto nei suoi tre Dialoghi d'amore  (1535) e che faceva parte di un genere molto in voga nel Cinquecento, il trattato dialogico sull'amore, ma che svelava però un originale punto di vista femminile che piacque al pubblico femminile e colto del Cinquecento (fu molto apprezzata dall'Aretino). 
La raccolta delle Rime (1547), di ispirazione petrarchesca, fu dedicata invece alla duchessa Eleonora di Toledo, moglie di Cosimo I e sua protettrice.
Tra i suoi sonetti più famosi vi è quello contro il predicatore Bernardino Ochino che, con rigore non lontano dal luteranesimo, aveva aspramente condannato le mascherate, la musica ed il ballo. Nelle ultime due terzine del sonetto si legge: Or le finte apparenze, e 'l ballo, e 'l suono / chiesti dal tempo e da l'antica usanza / a che così da voi vietate sono? / Non fôra santità, fôra arroganza / tôrre il libero arbitrio, il maggior dono / che Dio ne diè ne la primera stanza.
Sempre a Firenze, scrisse un rifacimento de Il Guerrin Meschino (1560), traducendolo da un'edizione spagnola e senza essere a conoscenza dell'originale quattrocentesco di Andrea da Barberino. 
Tornata a Roma nell'ottobre 1548, morì nel marzo 1556.

## Opere
- Rime della signora Tullia d'Aragona e di diversi a lei (1547).
- Dialogo dell'Infinità d'Amore (1547).
- Il Meschino, o il Guerino (1560): copia on-line.
- Testi sparsi in varie raccolte poetiche o epistolari d'altri autori contemporanei.